# 라장조
라장조(-長調)는 라(D) 음을 으뜸음으로 하며, D, E, F♯, G, A, B, C♯로 구성된 장음계이다. 조표에는 올림표가 총 2개 있다. 라장조의 음계는 다음과 같다. 으뜸음 코드(Chord)는 D(레 파♯ 라).
이 조성의 나란한조로는 나단조가 있으며, 같은으뜸조로는 라단조가 있다.

## 음계의 화음 종류
- 으뜸화음 - D 장화음
- 웃으뜸화음 - E 단화음
- 가온화음 - F♯ 단화음
- 버금딸림화음 - G 장화음
- 딸림화음 - A 장화음
- 버금가온화음 - B 단화음
- 이끎화음 - C♯ 감화음

## 특징
라장조는 악기의 구조상 개방현이 G D A E로 조율된 바이올린 음악에 적합하다. 여기서 D 음은 개방현으로써 음색이 좋다는 점도 있다. 이와 같은 개방현은 다른 모든 오케스트라 현악기의 경우에도 마찬가지이다.
따라서 수세기 동안 많은 고전 작곡가가 모차르트 (2번, 1775년, 4번, 1775년), 루트비히 반 베토벤 (1806년), 파가니니 (1번, 1817년), 브람스(1878년), 차이코프스키(1878년), 프로코피예프 (1번, 1917년), 스트라빈스키 (1931년), 코르골트 (1945년)를 포함하여 D장조로 바이올린 협주곡을 쓰기로 선택한 것은 우연의 일치가 아니었다.
이 조성은 기타 음악에도 적합하며, 드롭 디 튜닝은 두 개의 D를 개방 현으로 사용할 수 있게 한다.
반면, 일부 초보 관악기 연주자들에게는 라장조가 그다지 적합하지 않은 조성일 수 있다. (조옮김 악기 중) 내림나 관악기에서 마장조로 대체 표기되고, 초보일 경우, 일반적으로 올림표가 세 개 이상 있는 조성을 피하는 경향이 있기 때문이다.

## 역사
바로크 시대에 라장조는 '영광의 조성'으로 여겨졌다. 따라서 많은 트럼펫 협주곡이 라장조였다. 예를 들어 Johann Friedrich Fasch, Gross, Molter(2번), Leopold Mozart, Telemann(2번), Giuseppe Torelli 등이 있습니다. 많은 트럼펫 소나타도 라장조였다. 예를 들어 Corelli, Petronio Franceschini, Purcell, Torelli 등이 있다. 헨델의 메시아에서 "The Trumpet Shall Sound"와 "Hallelujah" 합창, 그리고 그의 대관 찬가인 Zadok the Priest는 라장조이다.
하이든의 104개 교향곡 중 23개는 라장조로, 그의 교향곡에서 가장 자주 사용되는 주요 조성이다. 모차르트의 번호 없는 교향곡의 대부분은 라장조로, 즉, K. 66c, 81/73, 97/73m, 95/73n, 120/111a, 161/163/141a이다. 교향곡은 서곡에서 발전했으며, '라장조는 18세기 후반에 서곡의 가장 일반적인 조성이었다.'는 것은 낭만주의 시대까지 이어졌고, 베토벤의 교향곡 9번, 로버트 슈만의 교향곡 4번, 세자르 프랑크의 유일한 교향곡, 세르게이 라흐마니노프의 교향곡 1번, 펠릭스 멘델스존의 교향곡 5번을 포함한 여러 D단조 교향곡의 "승리의" 마지막 악장에 사용되었다.
라장조로 쓰인 유명한 교향곡으로는 모차르트의 교향곡 31번 (파리), 35번 (하프너), 38번 (프라하), 베토벤의 2번 작품번호 36, 브람스의 2번 작품번호 73, 시벨리우스의 2번 작품번호 44, 43, 그리고 프로코피예프의 1번 (클래식) 작품번호 25가 있다.

## 유명 작품
- Antonio Vivaldi
  - Gloria RV 589
- Johann Sebastian Bach
  - Brandenburg Concerto No. 5, BWV 1050
  - Cello Suite No. 6, BWV 1012
  - Orchestral Suite No. 3, BWV 1068
  - Orchestral Suite No. 4, BWV 1069
  - Magnificat, BWV 243
  - Partita No. 4, BWV 828
- Johann Pachelbel
  - Canon in D
- George Frideric Handel
  - Music for the Royal Fireworks, HWV 351
- Joseph Haydn
  - Cello Concerto No. 2, Op. 101, Hob. VIIb/2
  - String Quartet No. 41, Hob.III:49 ("The Frog")
  - String Quartet No. 53, Hob.III:63 ("The Lark")
  - String Quartet No. 64, Hob.III:79 ("Largo")
  - Symphony No. 86, Hob.I:86
  - Symphony No. 96, Hob.I:96 ("The Miracle")
  - Symphony No. 101, Hob.I:101 ("The Clock")
  - Symphony No. 104, Hob.I:104 ("London")
- Wolfgang Amadeus Mozart
  - Symphony No. 8, KV 48
  - Symphony No. 20, KV 133
  - Symphony No. 30, KV 202
  - Symphony No. 31, KV 297 ("Paris")
  - Symphony No. 35, KV 385 ("Haffner")
  - Symphony No. 38, KV 504 ("Prague")
  - Piano Concerto No. 5, KV 175
  - Piano Concerto No. 16, KV 451
  - Piano Concerto No. 26, KV 537 ("Coronation")
  - String Quartet No. 20, KV 499 ("Hoffmeister")
  - String Quartet No. 21, KV 575
  - String Quintet No. 5, KV 593
  - Piano Sonata No. 6, KV 284 ("Dürnitz")
  - Piano Sonata No. 9, KV 311
  - Piano Sonata No. 18, KV 576
  - Sonata in D major for Two Pianos, KV 448
  - Ave verum corpus, KV 618
- Ludwig van Beethoven
  - Kurfürsten Sonata No. 3 WoO 47/3
  - Sonata for piano four-hands, Op. 6
  - String Trio No. 2, Op. 8 (as well as the transcription for viola and piano, Op. 42)
  - String Trio No. 4, Op. 9/2
  - String Quartet No. 3, Op. 18 No. 3
  - Serenade for flute, violin and viola Op. 25 (as well as the transcription for flute and piano, Op. 41)
  - Violin Sonata No. 1 Op. 12/1
  - Piano Sonata No. 7, Op. 10/3
  - Piano Sonata No. 15, Op. 28 ("Pastoral")
  - Symphony No. 2, Op. 36
  - Violin Concerto, Op. 61
  - Piano Trio No. 5, Op. 70 No. 1 ("Ghost")
  - Variations on a Turkish March Op. 76
  - Cello Sonata No. 5, Op. 102/2
  - Missa Solemnis, Op. 123
- Franz Schubert
  - Symphony No. 1, D. 82
  - Symphony No. 3, D. 200
  - Symphony No. 10, D 936A
  - String Quartet No. 6, D. 74
  - String Quartet No. 7, D. 94
  - Piano Sonata No. 17, D 850 "Gasteiner"
- Felix Mendelssohn
  - Symphonies for string orchestra No. 2 and 8
  - Variations concertantes for cello and piano, Op. 17
  - Calm Sea and Prosperous Voyage, Op. 27
  - String Quartet No. 3, Op. 44 No. 1
  - Cello Sonata No. 2, Op. 58
  - Organ Sonata No. 5, Op. 65 No. 5
  - Piano Sextet for piano, violin, two violas, cello and double bass, Op.post. 110
- Frédéric Chopin
  - Mazurka, Op. 33 No. 2
  - Prelude No. 5, Op. 28 No. 5
- Johannes Brahms
  - Hungarian Dance No. 6, WoO 21
  - Serenade No. 1, Op. 11
  - Symphony No. 2, Op. 73
  - Violin Concerto, Op. 77
  - Ballade No. 2 for piano solo, Op. 10/2
  - Two sets of variations for piano solo, Op. 21
- Alexander Borodin
  - String Quartet No. 2
- Émile Waldteufel
  - Estudiantina waltz, Op. 191
- Pyotr Ilyich Tchaikovsky
  - String Quartet No. 1, Op. 11
  - Symphony No. 3, Op. 29 ("Polish")
  - Violin Concerto, Op. 35
- Antonín Dvořák
  - String Quartet No. 3, B. 18
  - Piano Quartet No. 1, B. 53, Op. 23
  - Symphony No. 6, B 112 Op. 60
  - Mass in D major, B 153/175, Op. 86
  - Czech Suite, B 39 Op. 39
  - Slavonic Dance No. 6, B 83 Op. 46
- Gustav Mahler
  - Symphony No. 1 "Titan"
  - Symphony No. 9 (ends in D-flat major)
- Jean Sibelius
  - Symphony No. 2, Op. 43
  - The Oceanides, Op. 73
- Ralph Vaughan Williams
  - Symphony No. 5 in D major
- Sergei Prokofiev
  - Violin Concerto No. 1, Op. 19
  - Symphony No. 1, Op. 25 ("Classical")
  - Flute Sonata Op. 94 (and the transcription as the Violin Sonata No. 2 Op. 94bis)
- Dmitri Shostakovich
  - String Quartet No. 4, Op. 83
  - Prelude No. 5, Op. 87 No. 5
- Heitor Villa-Lobos
  - Étude No. 3 for guitar

## 같이 보기
- 조성 (음악)
- 조표 (음악)
- Major and minor